# Tête colossale 1 de San Lorenzo
La tête colossale 1 (ou monument 1) est une tête colossale olmèque, découverte sur le site de San Lorenzo au Mexique en 1945.

## Caractéristiques
La tête colossale 1 est une sculpture de basalte, mesurant 2,60 m de hauteur pour 2,06 m de largeur et 1,55 m de profondeur ; elle pèse 25,3 t.
Comme les autres têtes colossales, la sculpture représente un homme d'âge mur, en ronde-bosse. Ses lèvres sont légèrement écartées, découvrant les dents. Les joues sont prononcées et les oreilles sont particulièrement bien exécutées. La figure est légèrement asymétrique, soit par erreur des sculpteurs, soit par représentation correcte d'une caractéristique physique du sujet. L'arrière de la sculpture est plat.

## Historique
Aucune des têtes colossales ne peut être datée avec précision. Toutefois, les têtes du site de San Lorenzo sont enterrées dès 900 av. J.-C., leur fabrication et utilisation étant donc antérieure. On estime qu'elles dateraient de l'époque préclassique de la Mésoamérique, principalement du début de cette époque (1500 à 1000 av. J.-C.).
Les dix têtes colossales de San Lorenzo forment à l'origine deux lignes grossièrement parallèles du nord au sud du site,. Bien que certaines aient été retrouvées dans des ravines, elles étaient proches de leur emplacement d'origine et ont été ensevelies par l'érosion locale. Les têtes, ainsi qu'un certain nombre de trônes monumentaux en pierre, formaient probablement une route processionnelle à travers le site, mettant en évidence son histoire dynastique.
La tête colossale 1 reposait le visage tourné vers le ciel au bord d'une ravine, lors de son excavation en 1945 sous la direction de l'archéologue américain Matthew Stirling. L'érosion d'un chemin qui passait juste au-dessus a exposé son œil et a conduit à la découverte du site olmèque. Elle était associée à un grand nombre de récipients et de figurines en céramique. Les têtes étant numérotées de façon séquentielle en fonction de leur découverte, la tête colossale 1 est la première à avoir été trouvée sur le site de San Lorenzo.
La tête n'est plus sur le site de San Lorenzo : elle est exposée dans le patio 1 du musée d'anthropologie (es) de Xalapa, capitale de l'État de Veracruz,.